# 梅拉妮·埃尼克
梅拉妮·埃尼克（法語：Mélanie Henique，1992年12月22日—）生于亚眠，是一名法国女子游泳运动员，主攻蝶泳。她在五岁时开始接触游泳，当时是她的哥哥教她游泳。她和热雷米·斯特拉维于斯在亚眠当地的游泳俱乐部认识，两人在俱乐部训练期间也成为好朋友。埃尼克是同性恋，她于2015年在家乡亚眠受到恐同人士袭击，致使她的鼻子受伤，她也因此被迫放弃该年的法国游泳公开赛。